# Roger de Ivry
Roger de Ivry también Roger Perceval (fallecido c. 1089) fue un noble normando, señor de Ivry, en Normandía. Era el hijo menor de Roberto de Bréval.
Participó en la conquista normanda de Inglaterra siguiendo a Guillermo el Bastardo en 1066 y fundó la abadía de Notre-Dame-d'Ivry en 1071. Roger de Ivry era hermano de armas jurado de Roberto d'Oyly. El Libro Domesday registra que en 1086 ambos poseían señoríos en varios condados, ya sea divididos entre los dos o administrados en común lo que sugiere que hubo una relación familiar. Fue nombrado mayordomo mayor hereditario del rey Guillermo, tal como lo había sido también en Normandía.
Roger de Ivry poseía propiedades en Bedfordshire, Buckinghamshire, Gloucestershire, Huntingdonshire, Oxfordshire y Warwickshire. Sus propiedades en Oxfordshire incluían Beckley, Forest Hill, Hampton Gay, Holton, Horspath, Mixbury, North Leigh, Rousham, Shirburn, Thrupp, Wolvercote, Woodeaton y Worton. Murió poco después de hacer concesiones a la abadía de Abingdon.

## Herencia
Roger de Ivry se casó con Adeliza [Adeline] (m. 1110), una hija de Hugo de Grandmesnil. Fruto de esa relación nacieron varios hijos:
- Roger II de Ivry (c. 1071), forzado a huir a Normandía después de que William Rufus se apoderara del trono inglés en 1087 y murió allí poco después.[6] La corona confiscó muchas de las propiedades familiares y el cargo de mayordomo jefe pasó a manos de la familia d'Aubigny. Posteriormente, Geoffrey y una hermana, Adelisa, recuperaron algunas tierras.
- Hugo de Ivry;
- Geoffrey de Ivry;[5]
- Adelisa de Ivry.[5]